# 차코습지쥐
차코습지쥐(Holochilus chacarius)는 비단털쥐과에 속하는 남아메리카 설치류의 일종이다. 그란 차코 지역의 아르헨티나와 파라과이에서 발견된다.